# Seo Hyo-won (tennistavolista)
Seo Hyo-won (Gyeongju, 10 maggio 1987) è una tennistavolista sudcoreana, che ha rappresentato la Corea del Sud ai Giochi olimpici di Rio de Janeiro 2016.